# Kenneth Adejenughure
Oghenetejiri Kenneth „Tejiri“ Adejenughure (* 4. Februar 2007) ist ein österreichisch-nigerianischer Fußballspieler.

## Karriere

### Verein
Der Sohn nigerianischer Eltern begann seine Karriere beim First Vienna FC. Im September 2018 wechselte er zum SK Rapid Wien. Im Februar 2021 wechselte er in die Akademie des FC Red Bull Salzburg, in der er fortan sämtliche Altersstufen durchlief.
Zur Saison 2024/25 rückte Adejenughure in den Kader des Farmteams FC Liefering. Sein Debüt in der 2. Liga gab er dann im August 2024, als er am ersten Spieltag jener Saison gegen den First Vienna FC in der 81. Minute für Tim Trummer eingewechselt wurde. Im Oktober 2024 wurde Adejenughure vom Guardian als einer der weltweit besten 60 Spieler des Jahrgangs 2007 geführt. Im Mai 2025 unterschrieb er beim FC Red Bull Salzburg einen Profivertrag bis zum 30. Juni 2029.

### Nationalmannschaft
Adejenughure spielte im November 2021 erstmals für eine österreichische Jugendnationalauswahl. 2024 nahm er mit der U-17-Mannschaft an der EM teil. Österreich schied im Viertelfinale aus, Adejenughure kam in allen vier Spielen der Österreicher zum Einsatz und erzielte dabei vier Tore.